# Marlon Jackson
Marlon David Jackson (sinh ngày 12 tháng 3 năm 1957) là một nghệ sĩ giải trí, ca sĩ, vũ công người Mỹ. Marlon là một thành viên của ban nhạc The Jackson 5. Ông được gọi là "the Dancingest Jackson" (cậu bé nhà Jackson thích nhảy nhất) vì thường nhảy khi biểu diễn trên sân khấu, cũng như có biệt danh "Jokester" vì tính tình hài hước của mình. Jackson là người con thứ sáu của gia đình Jackson.

## Danh sách album

### Album phòng thu
| Tựa đề       | Chi tiết                                                              | Xếp hạng cao nhất | Xếp hạng cao nhất |
| Tựa đề       | Chi tiết                                                              | Mỹ                | Mỹ R&B            |
| ------------ | --------------------------------------------------------------------- | ----------------- | ----------------- |
| Baby Tonight | - Phát hành: tháng 7 năm 1987 - Hãng đĩa: Capitol - Định dạng: LP, CD | 175               | 22                |

### Đĩa đơn
| "Baby Tonight"                                                                     | 1987 | 57 | Baby Tonight |
| "Don't Go"                                                                         | 1987 | 2  | Baby Tonight |
| "—" dấu trừ biểu hiện album/đĩa đơn không được phát hành hay không lọt vào BXH nào |      |    |              |

### Đóng góp khác
- 1980: La Toya Jackson – La Toya Jackson
- 1981: My Special Love – La Toya Jackson
- 1983: Wright Back at You – Betty Wright
- 1983: Respect – Billy Griffin
- 1984: Heart Don't Lie – La Toya Jackson
- 1984: Dream Street – Janet Jackson
- 1985: "We Are the World" – USA for Africa[3]
- 1986: The Golden Child (soundtrack)
- 1989: 2300 Jackson Street – The Jacksons cùng với Michael Jackson, Janet Jackson, Rebbie Jackson và Marlon Jackson